# Winchester (condado de Winnebago, Wisconsin)
Winchester es un pueblo ubicado en el condado de Winnebago en el estado estadounidense de Wisconsin. En el Censo de 2010 tenía una población de 1763 habitantes y una densidad poblacional de 18,64 personas por km².

## Geografía
Winchester se encuentra ubicado en las coordenadas 44°12′13″N 88°41′56″O / 44.20361, -88.69889. Según la Oficina del Censo de los Estados Unidos, Winchester tiene una superficie total de 94.6 km², de la cual 91.94 km² corresponden a tierra firme y (2.82%) 2.67 km² es agua.

## Demografía
Según el censo de 2010, había 1763 personas residiendo en Winchester. La densidad de población era de 18,64 hab./km². De los 1763 habitantes, Winchester estaba compuesto por el 98.92% blancos, el 0% eran afroamericanos, el 0.17% eran amerindios, el 0.11% eran asiáticos, el 0.11% eran isleños del Pacífico, el 0.11% eran de otras razas y el 0.57% pertenecían a dos o más razas. Del total de la población el 0.85% eran hispanos o latinos de cualquier raza.